# Tailing (sockenhuvudort i Kina, Jiangxi Sheng, lat 27,07, long 114,11)
Tailing är en sockenhuvudort i Kina. Den ligger i provinsen Jiangxi, i den sydöstra delen av landet, omkring 250 kilometer sydväst om provinshuvudstaden Nanchang. Antalet invånare är 11 487. Befolkningen består av 5 476 kvinnor och 6 011 män. Barn under 15 år utgör 19,0 %, vuxna 15-64 år 71 %, och äldre över 65 år 8,0 %.
Runt Tailing är det ganska tätbefolkat, med 192 invånare per kvadratkilometer. Närmaste större samhälle är Hechuan, 18,7 km sydost om Tailing. Trakten runt Tailing består till största delen av jordbruksmark.
Genomsnittlig årsnederbörd är 2 072 millimeter. Den regnigaste månaden är maj, med i genomsnitt 322 mm nederbörd, och den torraste är oktober, med 28 mm nederbörd.